# Death Valley Girls
Death Valley Girls — американський рок гурт, створений у 2013 році в Лос-Анджелесі, Каліфорнія.
Музичний стиль гурту містить елементи гаражного року, панк-року, готичного року.
Гурт складається з вокалістки та клавішниці Бонні Блумгарден, гітариста Ларрі Шемела, бас-гітаристки Саманти Вестервельт та барабанщиці Ріккі Стікс.

## Історія
Гурт Death Valley Girls був створений в 2013 році.
До початкового складу гурту входили:
- Патрісія Шемел (Patricia Schemel) — барабанщиця, раніше працювала з гуртами Hole та Juliette and the Licks;
- Ларрі Шемел (Larry Schemel), брат Патрісії Шемел, — гітарист, раніше працював з гуртом Lucid Nation;
- Рейчел Ороско (Rachel Orosco) — бас-гітаристка;
- Бонні Блумгарден (Bonnie Bloomgarden) — вокалістка, колишня участниця гурту the Witnesses.[1]

Гурт був створений після того, як учасникам знадобилося «щось безпечне, що не було б гуртом анонімних алкоголіків».
У 2014 році гурт випустив дебютну касету Street Venom. Реліз отримав схвальні відгуки за його сире гаражне рокове звучання та за те, що Flood Magazine описав як «дум-бугі, психо-поп». Після випуску релізу, Патрісія Шемель покинула гурт, а Лаура Келсі (екс-Flytraps) зайняла місце барабанщиці. Пізніше того ж року вийшов сингл Electric High / Gettin' Hard.
У 2016 році гурт випустив альбом Glow in the Dark, у записі альбому брав участь змінений склад: Алана Амрам замінила бас-гітаристку Рейчел Ороско на бас-гітарі, а Джессіка Джонс приєдналася до гурту як спів-вокалістка.
У 2018 році гурт почав співпрацювати з лейблом Suicide Squeeze Records із Сіетла, випустивши під цим лейблом свої альбоми Darkness Rains (2018) і Under the Spell of Joy (2020). Завдяки цим альбомам гурт Death Valley Girls отримав визнання критиків за їхні незабутні сценічні виступи та динамічне поєднання гаражного року, панку та психо-року.
У записі альбому Under the Spell of Joy брав участь такий склад: гітарист Ларрі Шемел, вокалістка Бонні Блумгарден, басистка Ніколь «Пікл» Сміт, барабанщиця Ріккі Стікс, клавішниця Лаура Келсі.
У липні 2021 року альбом Street Venom було перевидано на вінілі та у цифровому форматі.
У 2023 році гурт випустив альбом Islands in the Sky. Brooklyn Vegan відзначив, що Islands «насичений привабливими психо-роковими заявами про майбутнє». У записі альбому брали участь Ларрі Шемель, Бонні Блумгарден, Саманта Вестервельт (Samantha Westervelt) і Ріккі Стікс. Для запису альбому додатково були запрошені Грег Форман (Gregg Foreman) як другий клавішник і Гейб Флорес (Gabe Flores) на саксофоні.
Гурт Death Valley Girls виступав на кількох відомих музичних фестивалях, включаючи Desert Daze і Levitation Festival.

## Музичний стиль
Музика гурту Death Valley Girls характеризується поєднанням гаражного року, панку, психо-року, готичного року та елементів серф-року та жіночих гуртів 1960-х років. Живі виступи гурту зосереджені навколо вокалу Bloomgarden і сценічної театральності.

## Дискографія

### Студійні альбоми
- Street Venom (2014)
- Glow in the Dark (2016)
- Darkness Rains (2018)
- Under the Spell of Joy (2020)
- Islands in the Sky (2023)

### Мініальбоми
- Death Valley Girls (2013)
- Electric High (2014)
- Breakthrough (2020)
- The Universe (2022)

### Сингли
- When I'm Free (Peaches Remix) (2012)
- It's All Really Kind of Amazing (2021)